# انتخابات الرئاسة الأمريكية 1980
كانت الانتخابات الرئاسية في الولايات المتحدة في عام 1980 هي الانتخابات الرئاسية التاسعة والأربعين التي تجرى كل أربع سنوات. وقد عقد يوم الثلاثاء 4 نوفمبر 1980. المرشح الجمهوري رونالد ريغان هزم الرئيس الديمقراطي الحالي جيمي كارتر في فوز ساحق. وكانت هذه ثاني انتخابات على التوالي يهزم فيها الرئيس الحالي، بعد أن هزم كارتر نفسه جيرالد فورد قبل أربع سنوات في عام 1976. بالإضافة إلى ذلك، كانت هذه هي المرة الثانية فقط، والأولى منذ ما يقرب من 100 عام التي يهزم فيها مرشح جمهوري ديمقراطيا حاليا. بسبب صعود التيار المحافظ بعد فوز ريغان، يعتبر بعض المؤرخين أن الانتخابات هي إعادة تنظيم سياسي بدأت مع حملة باري جولدواتر الرئاسية في عام 1964، وكانت انتخابات عام 1980 بداية عهد ريغان.
وشجعت عدم شعبية كارتر وعلاقاته السيئة مع القادة الديمقراطيين على تحدي داخل الحزب من قبل السيناتور تيد كينيدي، الشقيق الأصغر للرئيس السابق جون كينيدي. هزم كارتر كينيدي في غالبية الانتخابات التمهيدية للحزب الديمقراطي، ولكن كينيدي بقي في السباق حتى تم ترشيح كارتر رسميا في المؤتمر الوطني للحزب الديمقراطي عام 1980. تم التنافس على الانتخابات التمهيدية للجمهوريين بين ريغان، الذي شغل سابقًا منصب حاكم ولاية كاليفورنيا، وعضو الكونغرس السابق جورج بوش الأب من تكساس، وعضو الكونجرس جون بي. أندرسون من إلينوي، والعديد من المرشحين الآخرين. وقد انسحب جميع معارضى ريجان في نهاية المؤتمر الوطنى للحزب الجمهورى عام 1980، ورشح المؤتمر الوطنى للجمهوريين تذكرة تتكون من ريجان وبوش. دخل اندرسون السباق كمرشح مستقل واقنع حاكم ويسكونسن السابق باتريك لوسي وهو ديمقراطي بالعمل كنائب له في الانتخابات.
قام ريغان بحملة لزيادة الإنفاق الدفاعي، وتنفيذ السياسات الاقتصادية لجانب العرض، وميزانية متوازنة. ساعدت حملته استياء الديمقراطيين من كارتر، و‌أزمة الرهائن الإيرانية، وتدهور الاقتصاد في الداخل الذي تميز بارتفاع معدلات البطالة والتضخم. هاجم كارتر ريغان باعتباره متطرفًا يمينيًا خطيرًا وحذر من أن ريغان سيقطع الرعاية الطبية والضمان الاجتماعي. فاز ريغان في الانتخابات بأغلبية ساحقة، حيث حصل على 489 صوتًا انتخابيًا و50.7% من الأصوات الشعبية بهامش 9.7%. حصل ريغان على أكبر عدد من الأصوات الانتخابية التي فاز بها مرشح رئاسي غير حالي. في انتخابات الكونغرس المتزامنة، فاز الجمهوريون بالسيطرة على مجلس الشيوخ الأمريكي لأول مرة منذ عام 1955. فاز كارتر بنسبة 41% من الأصوات لكنه حصل على ست ولايات فقط وواشنطن العاصمة. فاز أندرسون بنسبة 6.6% من الأصوات الشعبية، وكان أفضل أداء بين الناخبين الجمهوريين الليبراليين غير الراضين عن ريغان. كان ريغان، البالغ من العمر 69 عامًا، أكبر شخص يتم انتخابه لولاية أولى على الإطلاق.

## خلفية
طوال السبعينيات، مرت الولايات المتحدة بفترة مؤلمة من النمو الاقتصادي المنخفض، وارتفاع التضخم وأسعار الفائدة، وأزمات الطاقة المتقطعة. بحلول أكتوبر 1978، كانت إيران - المورد الرئيسي للنفط للولايات المتحدة في ذلك الوقت - تشهد انتفاضة كبيرة أضرت بشدة ببنيتها التحتية النفطية وأضعفت قدرتها على إنتاج النفط بشكل كبير. في يناير 1979، بعد فترة وجيزة من فرار الزعيم الإيراني شاه محمد رضا بهلوي من البلاد، أنهى المعارض الإيراني آية الله روح الله الخميني نفيه الذي دام 14 عامًا في فرنسا وعاد إلى إيران لتأسيس جمهورية إسلامية، معادية إلى حد كبير للمصالح والنفوذ الأمريكي في البلاد. في ربيع وصيف عام 1979، كان التضخم في ارتفاع وكانت أجزاء مختلفة من الولايات المتحدة تعاني من نقص في الطاقة.
تم إلقاء اللوم على كارتر على نطاق واسع في عودة خطوط الغاز الطويلة في صيف عام 1979 والتي شوهدت آخر مرة بعد حرب أكتوبر 1973. كان يخطط لإلقاء خطابه الرئيسي الخامس حول الطاقة، لكنه شعر أن الشعب الأمريكي لم يعد يستمع. غادر كارتر إلى المعتكف الرئاسي في كامب ديفيد. لأكثر من أسبوع، غلف حجاب من السرية الإجراءات. تم استدعاء العشرات من قادة الحزب الديمقراطي البارزين - أعضاء الكونغرس وحكام الولايات وزعماء العمال والأكاديميين ورجال الدين - إلى منتجع قمة الجبل للتباحث مع الرئيس المحاصر." فقد أخبره خبير استطلاعات الرأي بات كاديل أن الشعب الأمريكي واجه ببساطة أزمة ثقة بسبب اغتيال جون كينيدي و‌روبرت كينيدي و‌مارتن لوثر كينغ جونيور؛ و‌حرب فيتنام؛ و‌وترغيت. في 15 يوليو 1979، ألقى كارتر خطابًا متلفزًا على المستوى الوطني حدد فيه ما يعتقد أنه "أزمة ثقة" بين الشعب الأمريكي. أصبح هذا يُعرف باسم "الخطاب الذي يتسم بالضيق"، على الرغم من أن كارتر لم يستخدم الكلمة مطلقًا في الخطاب.
توقع الكثيرون أن يتحدى السناتور تيد كينيدي كارتر بنجاح في الانتخابات التمهيدية للحزب الديمقراطي القادمة. كان من المقرر إعلان كينيدي الرسمي في أوائل نوفمبر. لكن مقابلة تلفزيونية مع روجر مود من شبكة سي بي إس قبل أيام قليلة من الإعلان سارت بشكل سيء. أعطى كينيدي إجابة «غير متماسكة ومتكررة» على السؤال حول سبب ترشحه، واستطلاعات الرأي، التي أظهرت أنه يتقدم على الرئيس بنسبة 58-25 في أغسطس، جعلته يتقدم الآن 49-39.
في غضون ذلك، مُنح كارتر فرصة للخلاص السياسي عندما اكتسب نظام الخميني اهتمام الجمهور مرة أخرى وسمح بأخذ 52 رهينة أمريكي على يد مجموعة من الطلاب الإسلاميين والمتشددين في السفارة الأمريكية في طهران في 4 نوفمبر 1979. أدى نهج كارتر الهادئ تجاه التعامل مع هذه الأزمة إلى ارتفاع معدلات موافقته في نطاق 60 في المائة في بعض استطلاعات الرأي، بسبب تأثير «الالتفاف حول العلم».
بحلول بداية الحملة الانتخابية، أدت أزمة الرهائن الإيرانية المطولة إلى زيادة حدة التصورات العامة للأزمة الوطنية. في 25 أبريل 1980، تآكلت قدرة كارتر على استخدام أزمة الرهائن لاستعادة القبول العام عندما انتهت محاولته عالية الخطورة لإنقاذ الرهائن بكارثة عندما قُتل ثمانية جنود. أثارت محاولة الإنقاذ الفاشلة مزيدًا من الشكوك تجاه مهاراته القيادية.
و بعد المحاولة الفاشلة للإنقاذ، أخذ كارتر على عاتقه مسؤولية أزمة الرهائن في إيران، والتي قام فيها أتباع آية الله الخميني بحرق الأعلام الأمريكية وهتفوا بشعارات معادية لأمريكا، كما قاموا بعرض الرهائن الأمريكيين المعتقلين علنا، وقاموا بحرق دمية تمثل كارتر. رأى منتقدو كارتر أنه زعيم غير كفء فشل في حل المشاكل الاقتصادية المتفاقمة في الداخل. دافع أنصاره عن الرئيس باعتباره رجلاً محترمًا وحسن النية يتعرض لانتقادات غير عادلة بسبب مشاكل كانت تتصاعد لسنوات.
حدث آخر أدى إلى استقطاب الناخبين هو مقاطعة الألعاب الأولمبية الصيفية عام 1980 بقيادة الولايات المتحدة. بعد فترة وجيزة من غزو الاتحاد السوفيتي لأفغانستان في ديسمبر 1979، طالب كارتر بأن ينسحب الاتحاد السوفيتي من أفغانستان أو أن تقاطع الولايات المتحدة دورة الألعاب الأولمبية الصيفية لعام 1980، المقرر تنظيمها في موسكو. لم ينسحب الاتحاد السوفيتي (لمدة عشر سنوات). كان موقف كارتر مثيرًا للجدل - فقد تم الإشادة به لموقفه الأخلاقي وانتقاده لتسييسه الأولمبياد.